# Pelham Bay Park
Le Pelham Bay Park est le plus grand parc de la ville de New York. Situé dans le nord de l'arrondissement du Bronx, il s'étend sur 11 km2 (c'est-à-dire plus de trois fois la superficie de Central Park), et est géré par le New York City Department of Parks and Recreation.

## Histoire
L'emplacement avait été acheté par Ambrose Kingsland, ancien maire de New York, en 1864. Au départ, la ville était réticente à payer pour acheter le parc en raison du coût et de son emplacement éloigné. Les partisans ont soutenu que les parcs étaient dans l'intérêt de tous les citoyens de la ville; que la valeur des propriétés à proximité des parcs s'apprécierait grandement au fil du temps; que le site du parc Pelham Bay pourrait facilement être converti en parc; et que Pelham Bay Park serait bientôt annexé à la ville. Finalement, les parcs ont été créés grâce aux efforts des supporters.
Le parc a été créé en 1888, sous les auspices du Bronx Parks Department, largement inspiré de la vision de John Mullaly, et a été transféré à New York lorsque la partie du Bronx à l'est de la rivière Bronx a été annexée à la ville en 1895. En raison de sa distance du cœur de la ville, le New York City Department of Parks and Recreation a décidé de conserver 1200 ha des parcs Pelham Bay et Van Cortlandt dans leur état naturel, contrairement à certains d'autres parcs plus proches de Manhattan, qui étaient largement aménagés. Orchard Beach, l'une des plages les plus populaires de la ville, a été créée grâce aux efforts de Robert Moses dans les années 1930.

## Description
Pelham Bay Park contient de nombreuses caractéristiques géographiques, à la fois naturelles et artificielles, dont plusieurs péninsules, des îles (Twin Island, Hunter Island), des affleurements rocheux, des rivages, une lagune. Pelham Bay Park comprend 21 km de rivages. Le parc contient de nombreux habitats différents : forêts (316 ha), marais salants (144 ha), prés (34 ha), terrains mixtes (304 ha) et marais d'eau douce (1,2 ha). Les 2/3 du parc sont à l'état naturel, 1/3 étant aménagé (golfs, plage...)

## Orchard Beach
Orchard Beach, une plage publique, fait partie du parc Pelham Bay et constitue la seule plage du Bronx. La plage de 1,8 km de long et couvrant 47 hectares fait face au détroit de Long Island et est disposée en forme de croissant avec une largeur de 61 m à marée haute. Icône du Bronx, Orchard Beach est parfois appelée la Riviera du Bronx, ou la Riviera de New York.

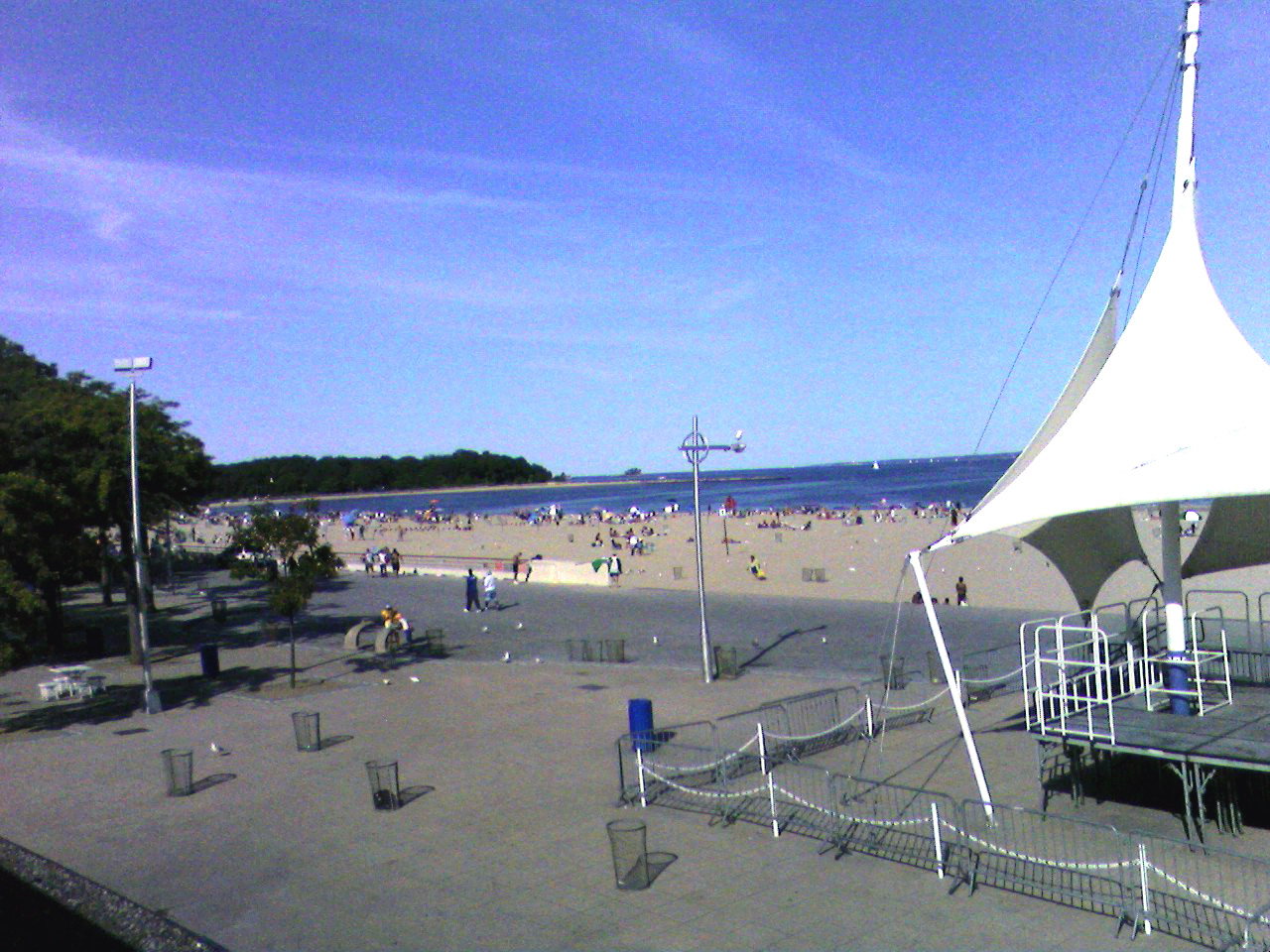
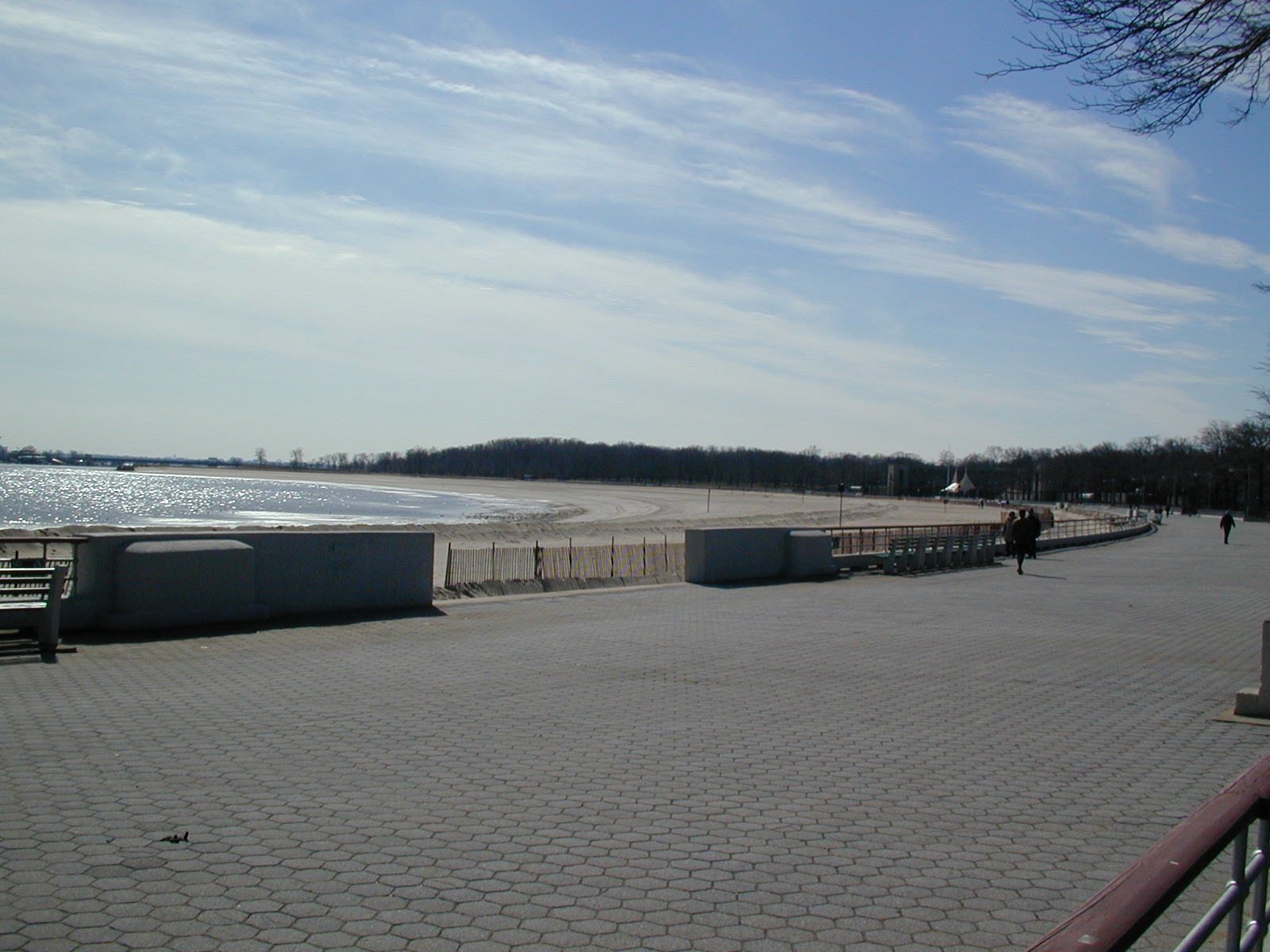
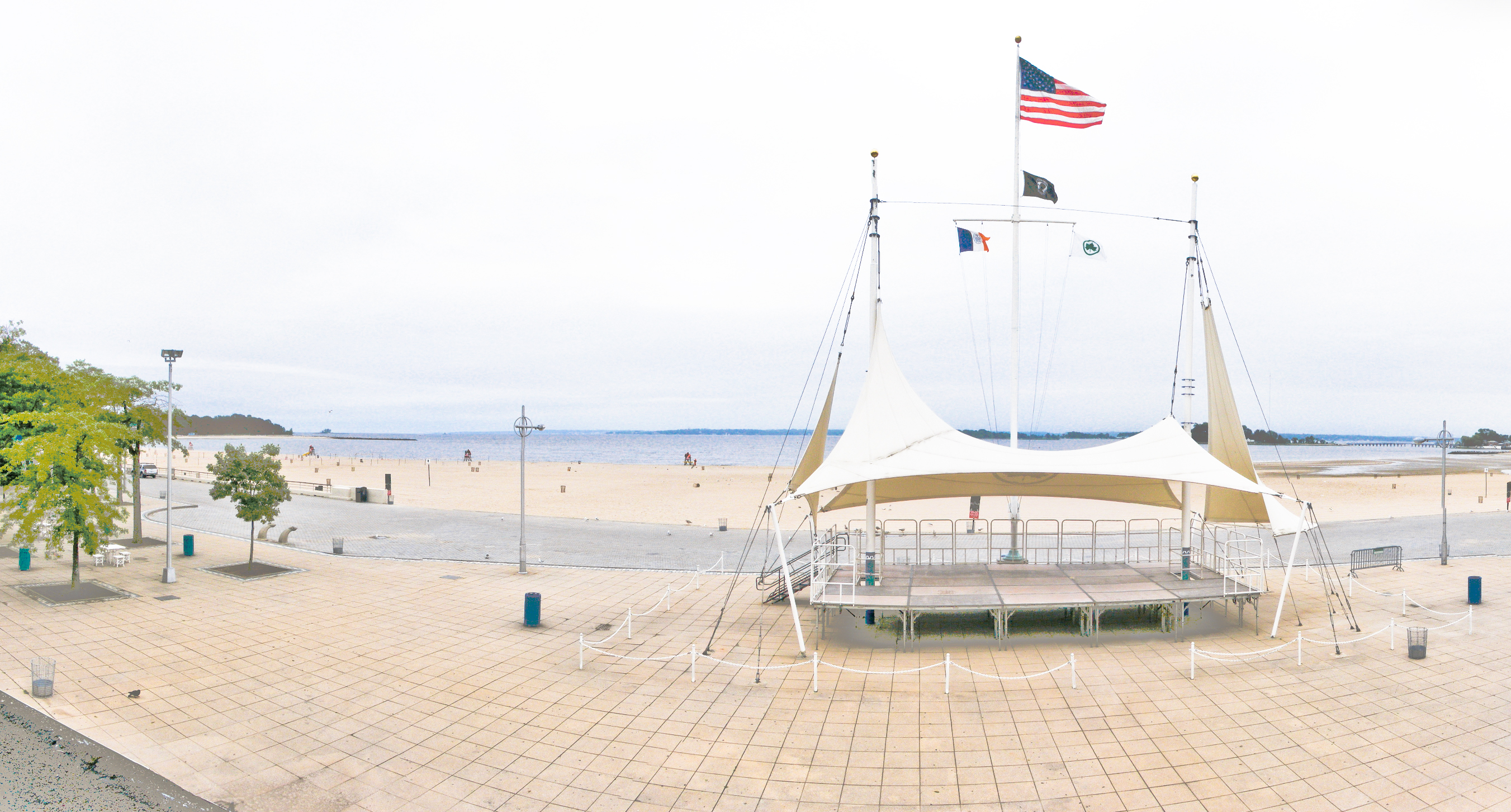

## Galerie

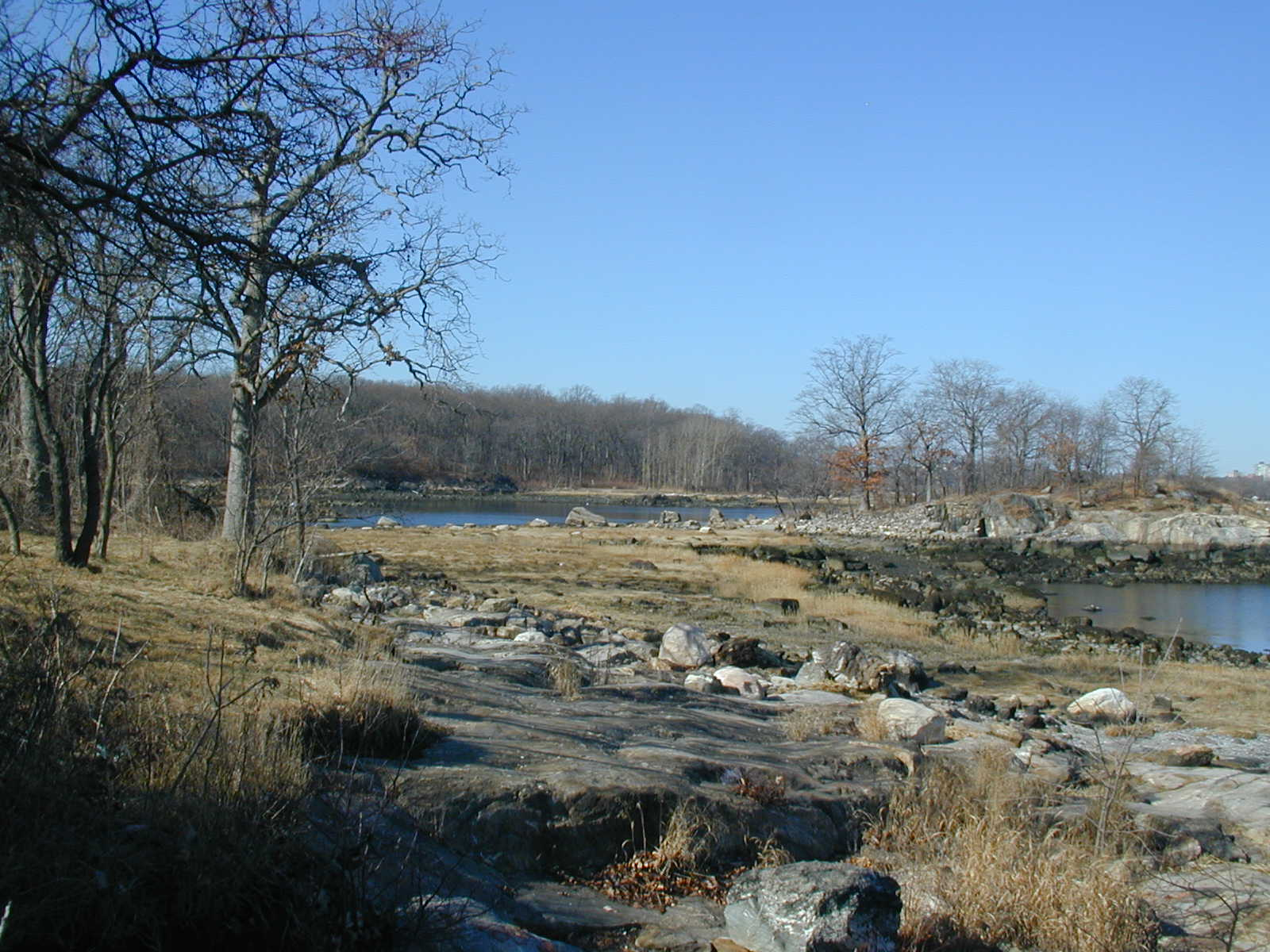
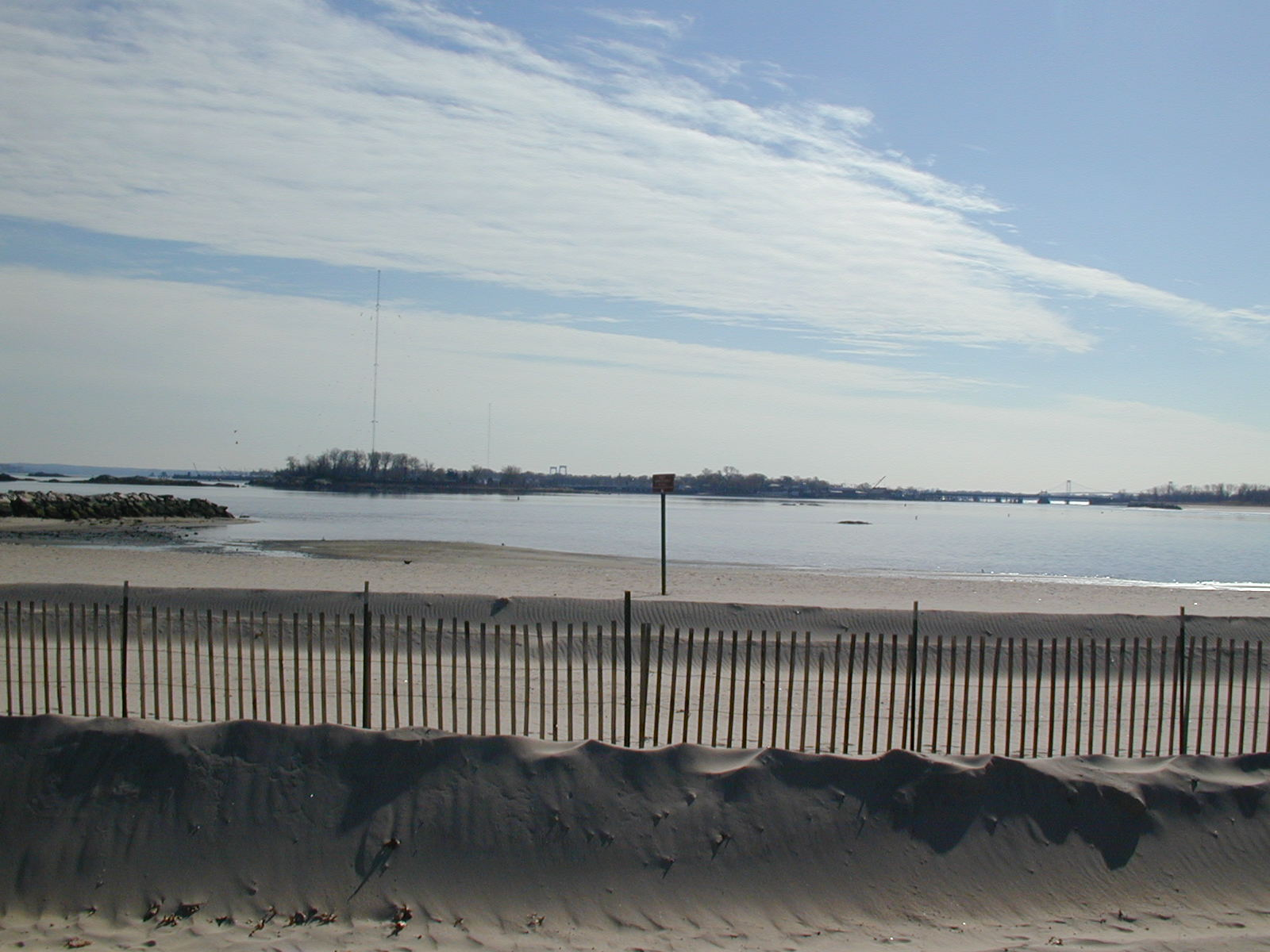
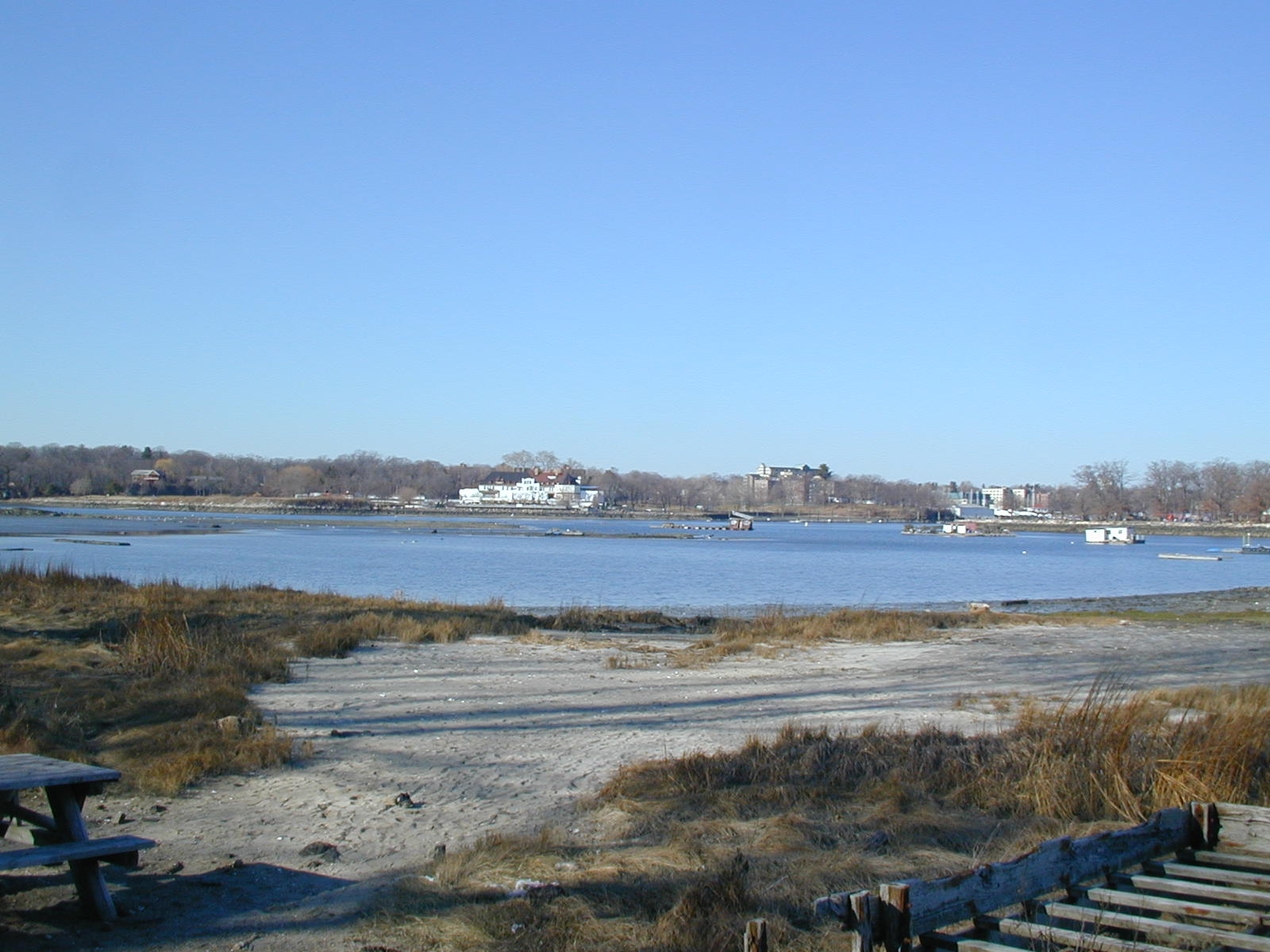
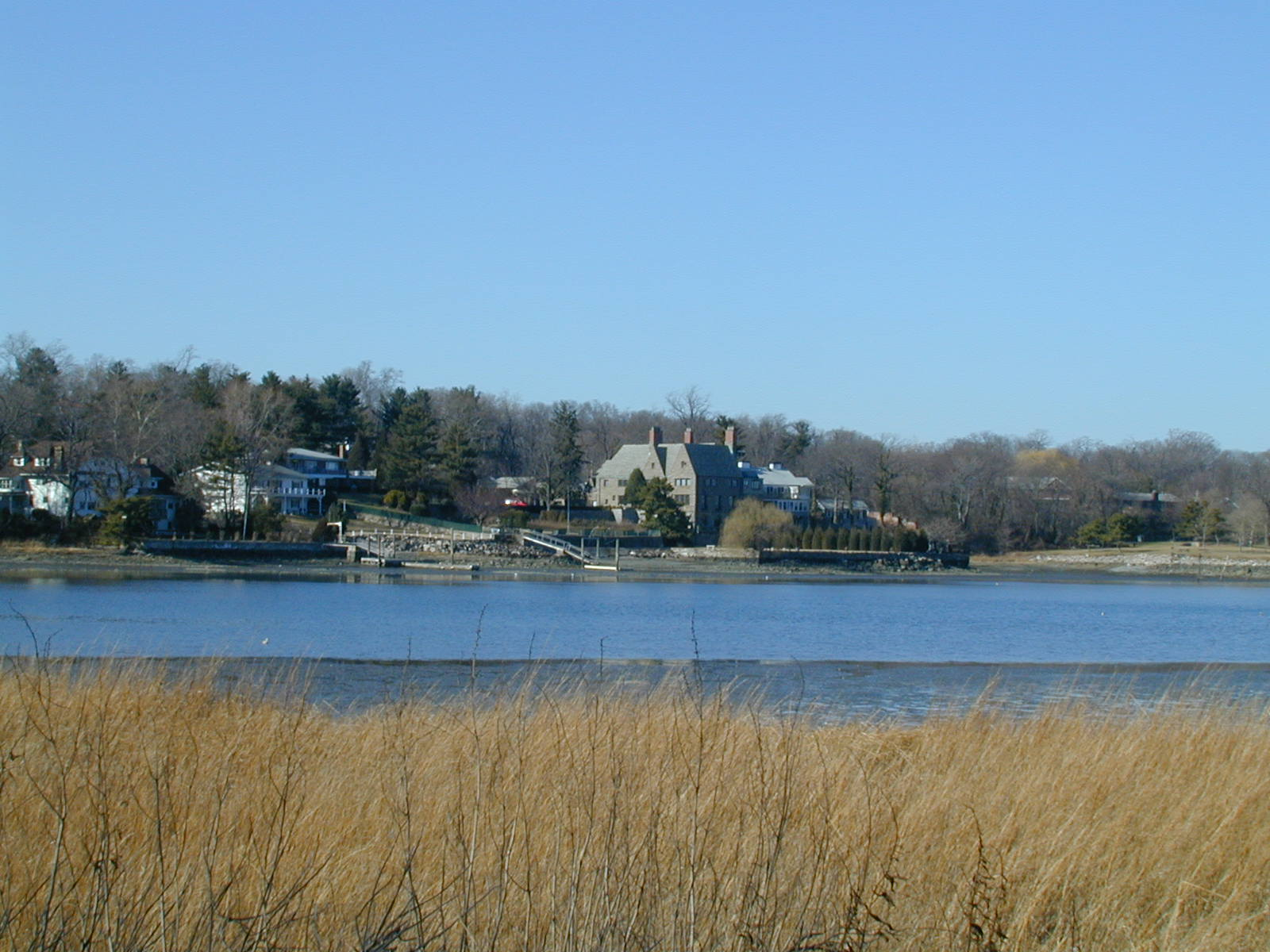
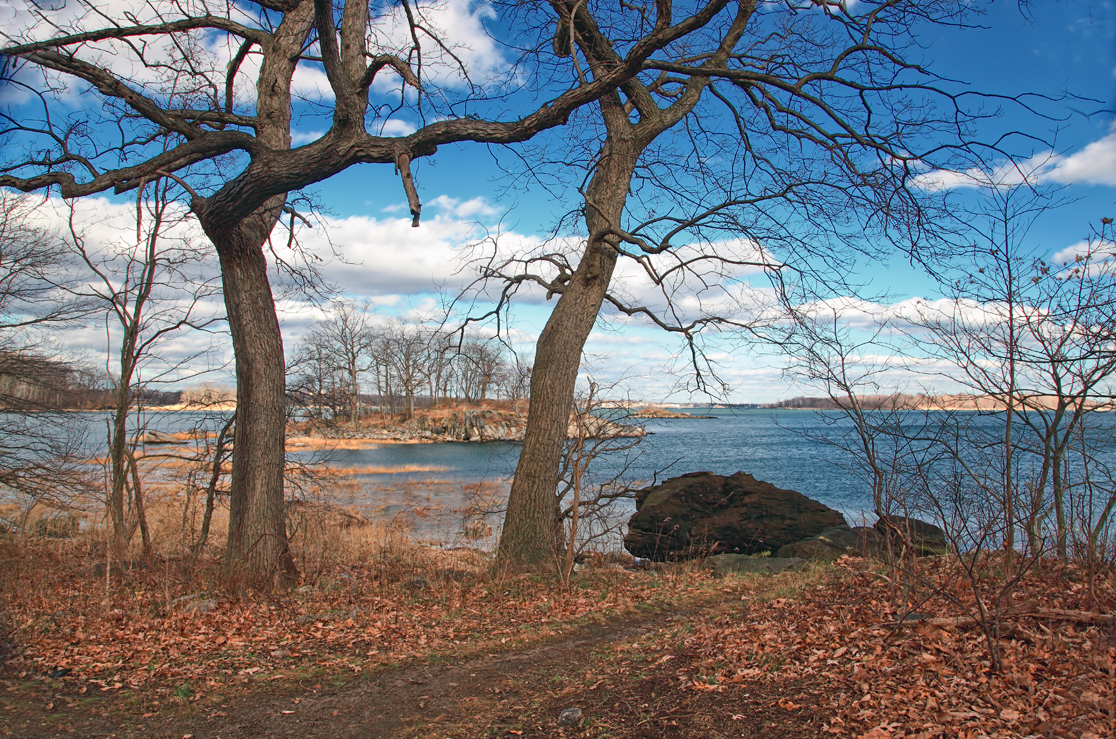